# Pseudostella oenone
Pseudostella oenone är en fjärilsart som beskrevs av William Schaus. Pseudostella oenone ingår i släktet Pseudostella och familjen nattflyn. Inga underarter finns listade.